# کلمات (فیلم ۲۰۱۲)
کلمات (انگلیسی: The Words) فیلمی در ژانر درام و رمانتیک به کارگردانی برایان کلاگمن است که در سال ۲۰۱۲ منتشر شد.

## داستان
داستان درباره ی کتابی به نام کلمات است که در ان داستان نویسنده ای ناموفق روایت میشود که ناگهان برگه هایی در کیفی که تازگی خریده بود پیدا میکند و....

## بازیگران
- بردلی کوپر
- نورا آرنزدر
- زویی سالدانا
- اولیویا وایلد
- جرمی آیرونز
- بن بارنز
- دنیس کواید
- جی. کی. سیمونز
- جان هانا
- مایکل مک‌کین
- ران ریفکین
- مارک کاماچو
- آندرس یتس
- گوردون متسن